# Christelijk Rooms Katholiek Sport Vereiniging Jong Colombia
Il  Christelijk Rooms Katholiek Sport Vereiniging Jong Colombia, o più brevemente CRKSV Jong Colombia o Jong Colombia, è una società calcistica di Curaçao con sede nella città di Willemstad nel sobborgo di Boca Samí, che milita nella Curaçao League, la prima serie di Curaçao.

## Storia
La squadra venne fondata il 21 luglio 1951.. La squadra si impose come una delle più competitive squadre di Curaçao e delle Antille Olandesi, vincendo 11 edizioni della Curaçao League e altre 11 della defunta Kopa Antiano, risultando di questa competizione la squadra più titolata. Il Jong Colombia ha raggiunto in due occasioni la finale della CONCACAF Champions' Cup, nel 1967, perdendola contro i salvadoregni dell'Alianza, e nel 1979, persa invece contro il FAS, sempre dell'El Salvador.

## Strutture
La squadra gioca nello stadio Ergilio Hato.

## Palmarès

### Competizioni nazionali
- Curaçao League: 11

1963, 1965, 1966, 1967, 1969, 1972, 1973, 1974-1975, 1978-1979, 1988, 1994, 2000
- Kopa Antiano: 8

1966, 1968, 1972, 1974, 1975-1976, 1978, 1997, 2000-2001